# IC 2149
Nébuleuse planétaire
Source radio
IC 2149 est une nébuleuse planétaire de la constellation du Cocher, située à proximité de π Aurigae.
- Ascension droite : 05h 56m 21,5s
- Déclinaison : +46° 06′ 56″
- Taille 0,1'
- Magnitude 10,7

Objet brillant, mais de petite taille le fait ressembler à une grosse étoile, et sa magnitude 11 le réserve pour des instruments performants, notamment aux 200 mm où elle apparaît petite, mais avec le centre plus brillant.